# Förster-Radius
Der Förster-Radius (R0) oder Förster-Abstand, der nach dem deutschen Physikochemiker Theodor Förster benannt wurde, bezeichnet den Abstand zwischen zwei Farbstoffen (Donor und Akzeptor), bei dem die Effizienz E einer strahlungsfreien Energieübertragung via Förster-Resonanzenergietransfer zwischen diesen beiden Farbstoffen 50 % beträgt:
{\displaystyle E={\frac {1}{1+(r/R_{0})^{6}}}},
wobei {\displaystyle r} der Abstand der beiden Farbstoffe ist.
Der Förster-Radius ist abhängig von der Quantenausbeute des Donors ohne Energietransfer Q0, dem Dipol-Orientierungsfaktor κ, dem Brechungsindex n des Mediums bei den für den Energietransfer relevanten Wellenlängen und dem Integral J aus den sich überlappenden Spektren von Donor und Akzeptor:
{\displaystyle {R_{0}}^{6}={\frac {9\cdot (\ln 10)\cdot (\kappa ^{2}\,n^{-4}\,Q_{0}\,J)}{128\,\pi ^{5}\,N_{A}}}=8{,}8\cdot 10^{-28}\cdot (\kappa ^{2}\,n^{-4}\,Q_{0}\,J)}.
Hierbei hängt J von der normalisierten Strahlungsemissionsintensität des Donors fD(λ) bei der Wellenlänge λ und dem Extinktionskoeffizienten des Akzeptors εA(λ) ab:
{\displaystyle J=\int f_{\mathrm {D} }(\lambda )\,\epsilon _{\mathrm {A} }(\lambda )\,\lambda ^{4}\,d\lambda }.
Der Orientierungsfaktor κ2 ist vom Winkel zwischen dem Emissionsdipol des Donors und dem Absorptionsdipol des Akzeptors θDA sowie den Winkeln zwischen beiden Dipolen und dem Verbindungsvektor zwischen Donor und Akzeptor θD und θA abhängig:
{\displaystyle \kappa ^{2}=(\cos \theta _{DA}-3\cos \theta _{D}\cos \theta _{A})^{2}},
wobei κ2 Werte zwischen 0 und 4 annehmen kann. Bei Orthogonalität der Dipole beträgt κ2 0, bei paralleler Anordnung 1 und bei kollinear angeordneten Dipolen 4. Für frei bewegliche Farbstoffe, beispielsweise bei Untersuchung von Prozessen in Lösung, beträgt κ2 2/3.
Für einige häufig verwendete Donor-Akzeptor-Paare sind die ermittelten Förster-Radien in der nachfolgenden Tabelle dargestellt:
| Donor                | Akzeptor            | R0 (nm) |
| -------------------- | ------------------- | ------- |
| Tryptophan           | Dansyl              | 2,1     |
| Dansyl               | FITC                | 3,3–4,1 |
| eCFP                 | eGFP                | 4,7–4,9 |
| Cyanin Cy3           | Cyanin Cy5          | > 5,0   |
| 6-Carboxyfluorescein | Texas Red           | 5,1     |
| Fluorescein          | Tetramethylrhodamin | 5,5     |
| eGFP                 | eYFP                | 5,5–5,7 |
| Cyanin Cy5           | Cyanin Cy5.5        | > 8,0   |